# Bauernstraße 21 (Behnsdorf)

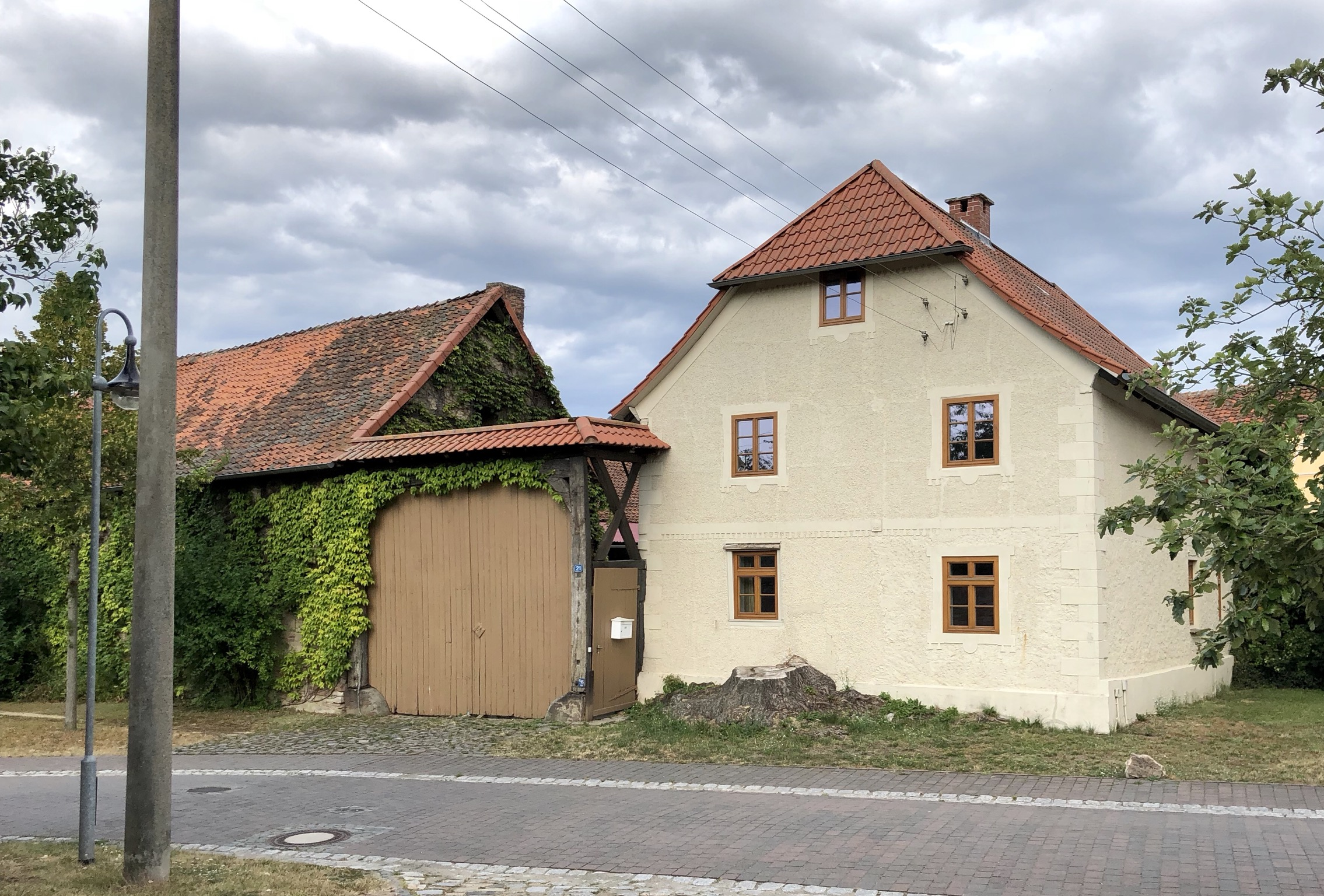
Bauernhof Bauernstraße 21

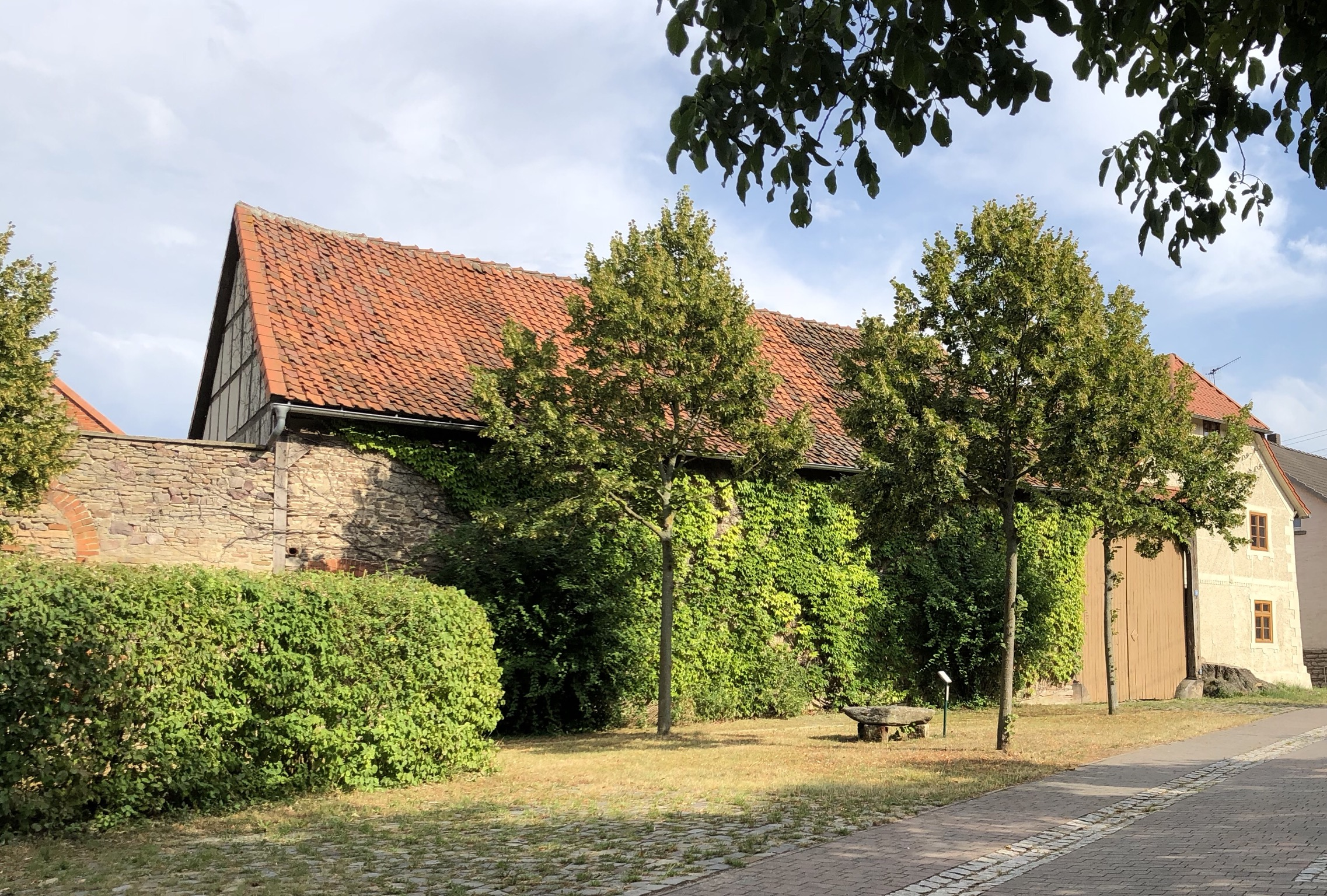
Blick von Nordwesten, vor dem Haus der Bauernstein

Bauernstraße 21 ist ein denkmalgeschützter Bauernhof im zur Gemeinde Flechtingen gehörenden Dorf Behnsdorf in Sachsen-Anhalt. 

## Lage
Der Bauernhof befindet sich in einer das Straßenbild prägenden Lage auf der Ostseite der Bauernstraße im Ortszentrum von Behnsdorf. Vor dem Hof liegt der Bauernstein Behnsdorf.

## Architektur und Geschichte
Der Vierseitenhof  entstand vermutlich in seiner heutigen Substanz im späten 18. Jahrhundert. Das verputzte zweigeschossige Wohnhaus steht am südlichen Ende des Hofs giebelständig zur Straße. Nördlich hiervon besteht traufständig zur Straße ein Wirtschaftsgebäude. Zwischen diesen beiden Bauten liegt eine hölzerne Hofeinfahrt. Der Innenhof ist gepflastert
In der zweiten Hälfte des 19. Jahrhunderts erfolgten Umbauten. 
An den Ecken des Wohnhauses ist die Fassade mit einer Eckquaderung versehen. Die Fensteröffnungen des Obergeschosses sind mit Fensterfaschen betont. Die Fenster des Hauses sowie die Haustür stammten (Stand 2005), bis auf die in der westlichen Giebelseite, noch aus der Zeit des Umbaus. Vor dem Westgiebel des Wohnhauses stand zumindest noch 2005 eine auf mehrere Jahrhunderte geschätzte alte Linde, die jedoch nicht mehr vorhanden ist.
Nach 2005 erfolgte eine Sanierung des Wohnhauses.
Im örtlichen Denkmalverzeichnis ist der Bauernhof unter der Erfassungsnummer 094 84187 als Baudenkmal verzeichnet.